# 124 korejských mučedníků
Pavel Yun Ji-Chung a 123 společníků je skupina katolických věřících (převážně laiků), zabitých mezi lety 1791–1888 v Koreji. Katolická církev je uctívá jako blahoslavené mučedníky.

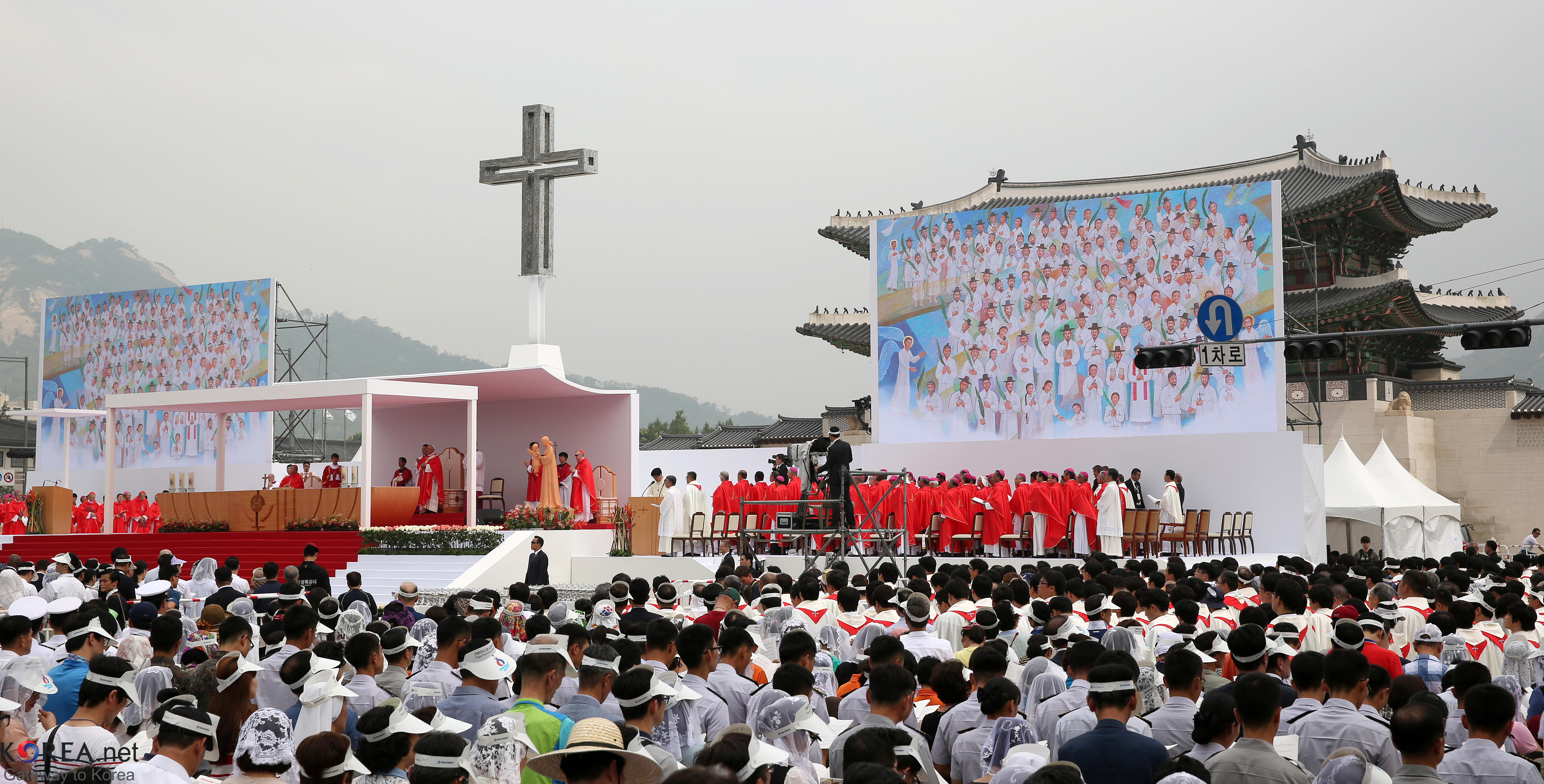
Jejich beatifikace v Soulu

## Seznam mučedníků
Zde je uveden seznam korejských mučedníků, kteří byli roku 2014 blahořečeni:

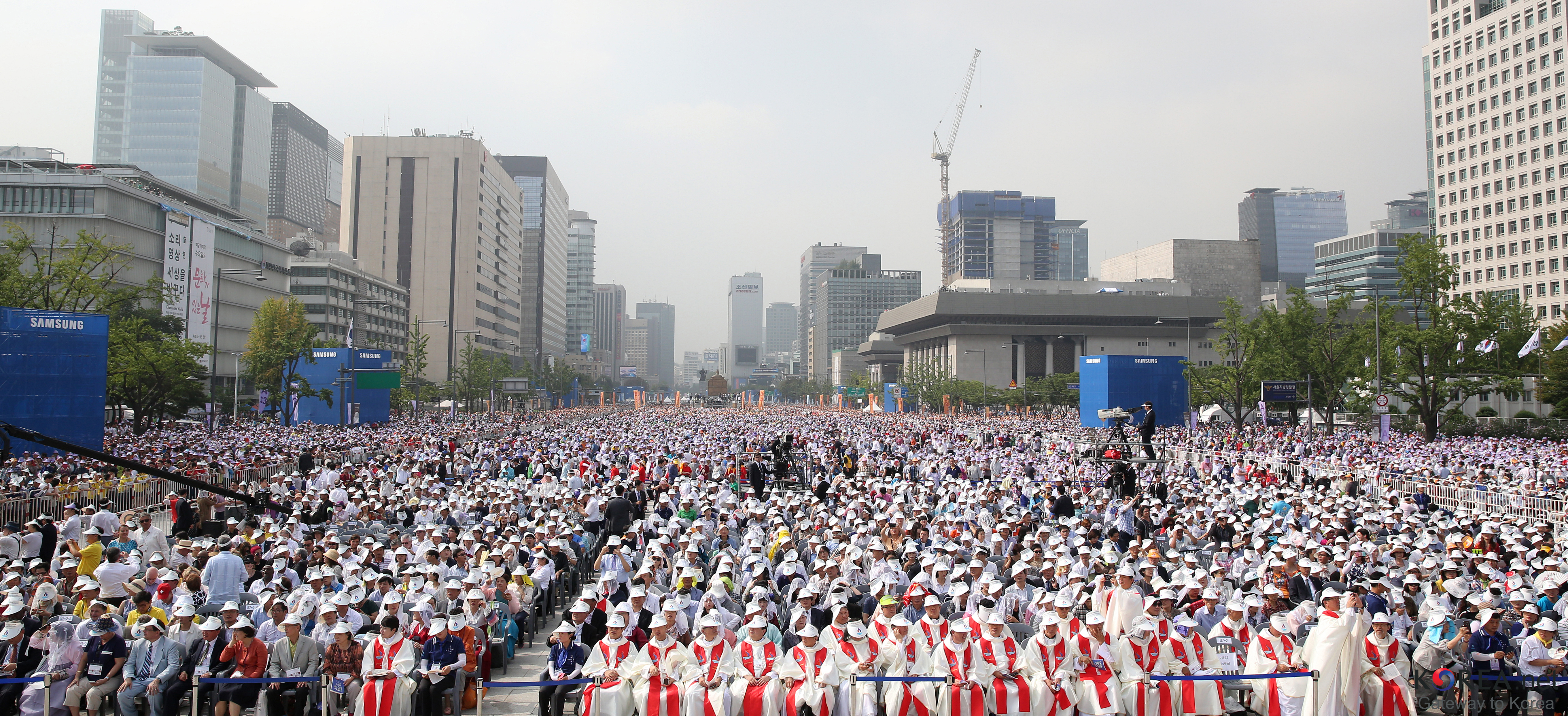
Jejich beatifikace v Soulu

- bl. Agáta Han Sin-ae
- bl. Agáta Magdalena Kim Yun-deok
- bl. Agáta Yun Jeom-hye
- bl. Alexej Kim Si-u
- bl. Ambrose Kim Sebak
- bl. Anastasia Kim Yoi
- bl. Anastasia Yi Bong-geum
- Jejich beatifikace v Soulubl. Andrej Kim Cheon-ae
- bl. Andrej Kim Gwang-ok
- bl. Andrej Kim Čong-han
- bl. Andrej Kim Sageon
- Papež František celebrující beatifikační mšibl. Andrej Pak Saui
- bl. Andrej Seo Seok-bong
- bl. Andrej Yi Jae-haeng
- bl. Anna Yi
- bl. Anna Yi Si-im
- bl. Antonín Hong Ikman
- bl. Antonín Jeong Chan-mun
- bl. Antonín Yi Hyeon
- bl. Augustin Jeong Yak-jong
- bl. Augustine Yu Hang-geom
- bl. Barbara Choe Jo-i
- bl. Barbara Jeong Sun-mae
- bl. Barbara Ku Seong-yeol
- bl. Barbara Sim A-gi
- bl. Barbara Sim Jo-i
- bl. Barnabáš Jeong Gwang-su
- bl. Barnabáš Kim Iu
- bl. Benedikt Song
- bl. Bibiana Mun Yeong-in

- bl. Brygita Choe
- bl. Felix Peter Kim Gi-ryang
- bl. Philip Hong Pilju
- bl. František Bae Gwan-gyeom
- bl. František Bang
- bl. František Choe Bong-han
- bl. František Kim Hui Seong
- bl. František Kim Čong-gyo
- bl. František Kim Sajip
- bl. František Pak
- bl. František Yi Bo-hyeon
- bl. František Yun Ji-Heon
- bl. František Xavier Hong Gyo-man
- bl. Gerwazy Son Gyeong-yun
- bl. Hiob Yi Il-eon
- bl. Ignác Choe Incheol
- bl. Jakub Heo Inbaek
- bl. Jakub Kim Hwa-chun
- bl. Jakub Kwon Sang-yeon
- bl. Jakub Oh Jong-rye
- bl. Jakub Won Si-bo
- bl. Jakub Yun Yu-o
- bl. Jakub Zhou Wenmo
- bl. Jan Choe Chang-hyeon
- bl. Jan Choe Hae-seong
- bl. Jan Won Gyeong-do
- bl. Jan Yi Jeong-sik
- bl. Jan Yu Jung-cheol
- bl. Jan Yu Mun-seok
- bl. Josef Ko Seong-un
- bl. Josef Yun Bong-mun
- bl. Julianna Kim Yeon-i
- bl. Kandyda Jeong Bok-hye
- bl. Karel Jeong Cheol-sang
- bl. Karel Yi Gyeong-do
- bl. Kolumba Kang Wan-suk
- bl. Lev Hong In
- bl. Lutgard Yi Sun-i
- bl. Lucia Yun Un-hye
- bl. Lukáš Hong Nak-min
- bl. Lukáš Kim Jong-ryun
- bl. Magdalena Yi Jo-i
- bl. Markéta Oh
- bl. Marcelin Choe Chang-ju
- bl. Maria Yi Seong-rye
- bl. Marek Sin Seok-bok
- bl. Marcin In Eon-min
- bl. Martin Yang Jae-hyeon
- bl. Martin Yi Jung-bae
- bl. Matouš Kim Hyeon
- bl. Matouš Yu Jung-seong
- bl. Matěj Choe In-gil
- bl. Matěj Choe Yeo-gyeom
- bl. Matěj Pak Sang-geun
- bl. Pavel Hyeon Gye-heum
- bl. Pavel Jeong Tae-bong
- bl. Pavel Oh Ban-ji
- bl. Pavel Pak Gyeong-hwa
- bl. Pavel Yi Do-gi
- bl. Pavel Yi Guk-seung
- bl. Pavel Yi Gyeong-eon
- bl. Pavel Yun Ji-chung
- bl. Pavel Yun Yu-il
- bl. Petr Choe Pil-je
- bl. Petr Jeong San-pil
- bl. Petr Jo Suk
- bl. Petr Jo Yong-sam
- bl. Petr Kim Dae-gwon
- bl. Petr Kim Jeong-deuk
- bl. Petr Ko Seong-dae
- bl. Petr Sin Tae-bo
- bl. Petr Song
- bl. Petr Won Si-jang
- bl. Petr Yi Tae-gwon
- bl. Petr Yi Yang-deung
- bl. Pius Kim Jin-hu
- bl. Protáz Hong Jae-yeong
- bl. Richard An Gun-sim
- bl. Saba Ji Hwang
- bl. Sebastian Kwon Sang-mun
- bl. Stanislav Han Jeong-heum
- bl. Stefan Kim Won-jung
- bl. Šimon Hwang Il-gwang
- bl. Šimon Kim Gang-i
- bl. Šimon Kim Gye-wan
- bl. Tadeáš Jeong In-hyeok
- bl. Tadeáš Ku Han-seon
- bl. Teresa Kwon Cheon-rye
- bl. Thomas Choe Pil-gong
- bl. Tomáš Han Deok-un
- bl. Tomáš Yang
- bl. Vavřinec Pak Chwi-deuk
- bl. Viktor Pak Dae-sik
- bl. Zuzana Kang Gyeong-bok[3][1]

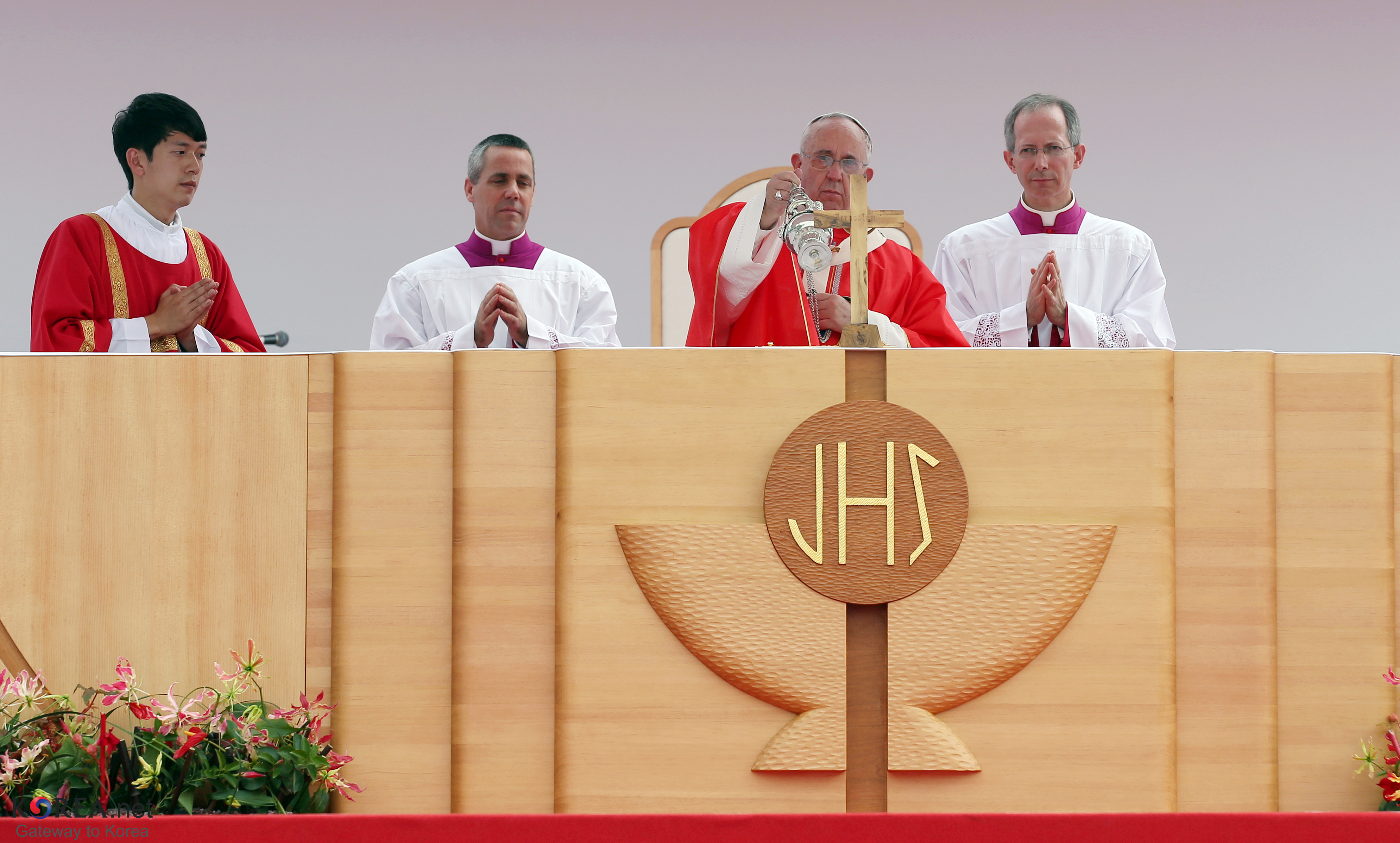
Papež František celebrující beatifikační mši

(u osob, pocházejících z Koreje je nejprve uvedeno jejich křestní jméno (tj. jméno které obdrželi při křtu) a poté jejich rodné jméno)

## Úcta
Dne 7. února 2014 podepsal papež František dekret o jejich mučednictví. Blahořečeni byli dne 16. srpna 2014 poblíž paláce Kjonbokun v Soulu. Obřadu předsedal během své apoštolské návštěvy Jižní Koreje papež František.
Společná památka mučedníků je připomínána 31. května.